# KZ Perleberg
Das KZ Perleberg existierte vom 29. Mai 1933 bis zum 28. Juni 1933 und ist somit ein frühes Konzentrationslager, das nicht der SS-Organisation IKL unterstand. Es befand sich außerhalb der Innenstadt in den Wagenhäusern eines Artilleriedepots, das 1893 in der Feldstraße errichtet wurde.

## Geschichte
Im Zuge der Machtübernahme Hitlers im Deutschen Reich am 30. Januar 1933 wurde auch in Perleberg das Stadtparlament aufgelöst und Gegner des Nationalsozialismus verhaftet. So wurde in der Nacht vom 10. zum 11. Mai der Kommunist Max Theiß und weitere 25 Männer, darunter zahlreiche Anhänger der KPD und SPD, in dem Gefängnis des Amtsgerichtes inhaftiert. Nach zehn Entlassungen am 20. Mai brachte man die Übriggebliebenen mit fünf Häftlingen aus Lenzen am 29. Mai in das KZ Perleberg. Am 26. Mai meldete der Landrat des Kreises Westprignitz, Dr. von Goßler, an den Regierungspräsidenten in Potsdam die Errichtung eines solchen Konzentrationslagers und kündigte bereits die Überführung von Schutzhäftlingen an. Am Tag danach informierten auch die regionalen Zeitungen, wie die Prignitzer Nachrichten, die Havelberger Zeitung und das Kreisblatt für die Westprignitz, dass in den Wagenhäusern des ehemaligen Artilleriedepots in der Feldstraße ein KZ errichtet worden sei und dass zum 29. Mai 32 Schutzhäftlinge aus der Westprignitz, darunter 15 Perleberger, dorthin gebracht werden sollen. Nach der Schließung des Havelberger Konzentrationslagers brachte man am 2. Juni neun Häftlinge in das Perleberger KZ. In der Folgezeit war fast jeden Tag in der Presse von weiteren Festnahmen zu lesen, sodass bereits am 8. Juni 34 Menschen inhaftiert waren. Am 24. Juni ordnete der Regierungspräsident in Potsdam die Auflösung des Lagers an, worauf am 28. die vierzig Gefangenen, darunter sieben Wittenberger, in das KZ Oranienburg überführt wurden.
Alle namentlich bekannten Häftlinge mit einer Ausnahme besaßen die deutsche Staatsangehörigkeit.

## Aufbau
Das Lager wurde in einem 50 mal 10 m großen Wagenschuppen der früheren Kaserne in der Feldstraße 37 (heute: 98) errichtet. Der untere Gebäudeteil bestand aus einem Raum mit Bottichen zum Waschen und außerdem einem Maurerkessel und einem Eimer für die Toilette. Er war mit Kopfsteinen gepflastert. Darüber befanden sich die Schlafräume, die nur durch auf Bohlen genagelte Bretter vom unteren Teil abgegrenzt waren. Das Dach bestand aus Pappe.
Jeder Morgen begann mit einem Fahnenappell und dem Hissen der Hakenkreuzfahne unter Anwesenheit aller Häftlinge. Von 7 bis 16 Uhr mussten sie dann unentgeltlich beim Bau von Wegen helfen oder im Wald arbeiten. Alle vierzehn Tage gewährte man den Gefangenen unter Aufsicht einen Brief zu schreiben.